# بانكورونيوم بروميد
بانكورونيوم بروميد (بالإنجليزية: Pancuronium bromide)‏ هو مركب كيميائي يستخدم كدواء مرخي للعضلات ينتمي إلى مجموعة الأمينوسترويد أيضا له استخدامات طبية مختلفة.
ويعمل العلاج على منع وصول السيلات العصبية إلى العضلات الهيكلية مما يعمل على إرتخاء هذه العضلات، يستخدم عادةً في العمليات الجراحية لتسهيل عملية إدخال أنبوب جهاز التنفس الإصطناعي. وهو عامل محصر للوصل العضلي العصبي لا مزيل للاستقطاب.
كما يتم استخدامه في عمليات القتل الرحيم (الإعدام) ويستخدم في بعض الولايات الأمريكية باعتباره الثاني من ثلاثة عقاقير تستخدم كحقن مميتة في الولايات المتحدة